# Ewelina Flinta
Ewelina Agnieszka Flinta (ur. 24 października 1979 w Lubsku) – polska piosenkarka, autorka tekstów, kompozytorka wykonująca muzykę z pogranicza popu, rocka i pop-rocka.
Karierę muzyczną zaczynała w zespołach rockowych. W 2002 zajęła drugie miejsce w pierwszej polskiej edycji programu Idol. Wydała trzy albumy studyjne: Przeznaczenie (2003), Nie znasz mnie (2005) i Mariposa (2024).
Za działalność artystyczną otrzymała szereg nagród, w tym m.in. dwukrotnie Superjedynkę w kategorii „najlepsza wokalistka roku”. Udziela się w akcjach charytatywnych.

## Kariera muzyczna
Rozpoczęła karierę w 1995, dołączając jako wokalistka do rockowego zespołu Alioth. W 1996 i 1997 zdobyła pierwsze miejsce na Festiwalu Piosenki Użytkowej w Lubsku, śpiewając kolejno piosenki: „Piece of My Heart” Janis Joplin i „Ironic” Alanis Morissette. W 1997 występowała z zespołem Dobre Piwo, a następnie zaczęła współpracę z zespołem Surprise. Wystąpili w warszawskiej Sali Kongresowej jako support gitarzysty Micka Taylora oraz podczas Polonijnego Festiwalu w Chicago. W latach 1997–1999 wystąpili na Przystanku Woodstock w Żarach.
Od września 2001 do maja 2002 była związana z Teatrem Studio Buffo, brała udział w spektaklach, takich jak „Grosik”, „Przeżyj to sam”, „Ukochany kraj” czy „Metro”. Na początku 2002 zgłosiła się na przesłuchania do programu typu talent show Idol, emitowanego przez telewizję Polsat. Dotarła do finału, w którym zajęła drugie miejsce, zdobywszy 32% głosów telewidzów. W sierpniu ponownie wystąpiła na Przystanku Woodstock, wykonując utwór „Nadzieja” z repertuaru zespołu Ira. Zarejestrowany materiał został wykorzystany w filmie Przystanek Woodstock – Najgłośniejszy Film Polski. Kilka dni później wraz z pozostałymi finalistami Idola podczas koncertu w sopockiej Operze Leśnej odebrała złotą płytę za album pt. Idol Top 10 zawierający jej interpretację utworu „Aquarius” z musicalu Hair oraz singel „Może się wydawać” zaśpiewany przez finalistów programu.
3 marca 2003 zaprezentowała singel „Żałuję”, którym promowała swój debiutancki album studyjny pt. Przeznaczenie. Premiera albumu odbyła się 25 kwietnia 2003. Piosenka „Żałuję” długo utrzymywała się na listach przebojów, stając się jedną z najpopularniejszych piosenek 2003, a album niecałe pół roku po premierze pokrył się złotem. Na krążku znalazło się 14 utworów, w tym cover Arethy Franklin „Respect” oraz utwór „Nadzieja” nagrany wspólnie z Arturem Gadowskim. W ramach promocji odbyła trasę koncertową w towarzystwie zespołu. 14 czerwca zaprezentowała kolejny singel z albumu, „Goniąc za cieniem”, a 27 października – singel „Przeznaczenie”. W międzyczasie, tj. 18 sierpnia otrzymała nagrodę Róża Gali w kategorii Najpiękniejszy debiut. W październiku wzięła udział w nagraniu płyty pt. Ladies, realizowanej w celu wsparcia fundacji Jolanty Kwaśniewskiej Porozumienie Bez Barier i program Możesz zdążyć przed rakiem. Na potrzeby płyty zaśpiewała utwór Elżbiety Wojnowskiej „Zaproście mnie do stołu”, który wykonała 3 listopada podczas koncertu w warszawskim Teatrze Polskim.

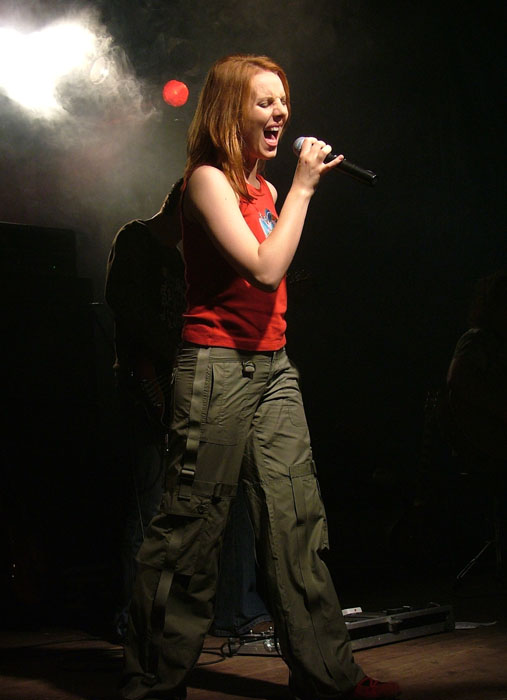
Występ wokalistki w Kętrzynie, 4 lipca 2004

W kwietniu 2004 odebrała statuetkę w kategorii Artystka roku na gali wręczenia nagród Eska Music Awards. Została również nagrodzona Mikrofonem Popcornu w kategorii Wokalistka roku. W maju nagrała piosenkę „Czy nastanie znów świt?” promującą animowaną disneyowską produkcję Rogate ranczo. W maju podczas Krajowego Festiwalu Piosenki Polskiej w Opolu odebrała Superjedynkę w kategorii Wokalistka roku. Trzeciego dnia festiwalu zaprezentowała utwór „Tylko słowa” w konkursie Premier. W czerwcu wystąpiła podczas Festiwalu TOPTrendy w koncercie Top jako jedna z artystek, która sprzedała najwięcej płyt w Polsce w 2003. W lipcu reprezentowała Polskę z piosenką „Żałuję” podczas Festiwalu Piosenki Krajów Nadbałtyckich w Karlshamn, gdzie zajęła czwarte miejsce. 20 sierpnia wzięła udział w koncercie poświęconym pamięci Czesława Niemena w Operze Leśnej, śpiewając utwory „Dziwny jest ten świat” i „Sen o Warszawie” (w duecie z Piotrem Cugowskim).
W lutym 2005 wraz z innymi polskimi artystami wzięła udział w nagraniu piosenki „Pokonamy fale”, którą następnie zaśpiewali wspólnie podczas koncertu na warszawskim Placu Teatralnym na rzecz ofiar tsunami w Azji. 24 lutego wydała singel „Nie znasz mnie”, którym promowała drugi album studyjny pod tym samym tytułem, wydany 21 marca 2005. W czerwcu po raz drugi odebrała Superjedynkę w kategorii Wokalistka roku, a także zakwalifikowała się do udziału w konkursie o nagrodę Bursztynowego Słowika i Słowika Publiczności na Festiwalu w Sopocie z piosenką „Nieskończona historia”. W październiku wraz z innymi artystami nagrała utwór „Nadzieja to my” na rzecz poszkodowanych podczas huraganu w okolicach Częstochowy. W listopadzie wzięła udział w nagraniu płyty Święta, Święta 3, wykonując piosenkę „Mikołaj jedzie tu już” (polska wersja utworu „Santa Claus Is Comin’ to Town”). Utwór wykonała w grudniu podczas Świątecznego Koncertu TVP1.
W maju 2006 wzięła udział w nagraniu piosenki „Cała Polska czyta dzieciom” w ramach akcji pod tym samym tytułem. W czerwcu odbył się Festiwal w Opolu, podczas którego zaprezentowała nowy utwór „Bliżej” w ramach konkursu Premiery Gwiazd. W grudniu ukazał się debiutancki singel Sebastiana Piekarka „Słowa nie znaczą nic”, w którym gościnnie wystąpiła Flinta. Pod koniec 2006 wystąpiła podczas Sylwestra w Krakowie (zaśpiewała „Bliżej”, „Żałuję”, „Tylko słowa” i „Przeznaczenie”) oraz podczas Sylwestra z Jedynką nagranego wcześniej dla TVP1, gdzie zaśpiewała „I Will Survive” Glorii Gaynor, „Rock ’n’ Roll Is King” w duecie z Maciejem Silskim oraz „We Will Rock You” z wszystkimi uczestnikami sylwestrowego programu.

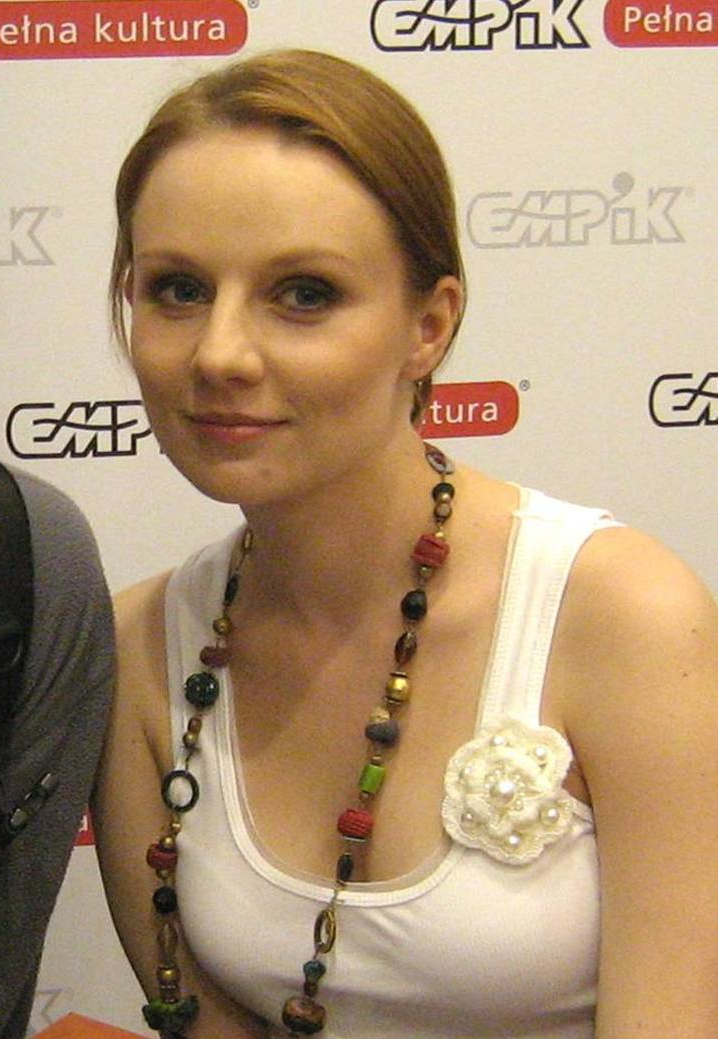
Ewelina Flinta w 2007

W czerwcu 2007 zaśpiewała mashup utworów „Dary losu” i „Nie budźcie marzeń ze snów” w duecie z Ryszardem Rynkowskim podczas jubileuszu 30-lecia pracy artystycznej Jacka Cygana w trakcie festiwalu TOPtrendy. Również w czerwcu wystąpiła na Festiwalu Zaczarowana piosenka, którego organizatorem jest Fundacja Anny Dymnej „Mimo Wszystko”. W listopadzie wystąpiła z piosenką „Kto wymyślił naszą miłość” podczas koncertu Pejzaż bez Ciebie poświęconego pamięci Anny Jantar, a w grudniu zaśpiewała utwór Tiny Turner „The Best” na gali z okazji 15-lecia Telewizji Polsat w Teatrze Wielkim. W tym samym miesiącu wraz z Justyną Steczkowską i Piotrem Cugowskim zaśpiewała Hymn Euro 2012 „Kraków Go”, który miał promować miasto i pomóc mu w przyznaniu organizacji Euro 2012.
Na początku 2008 nagrała piosenkę „Długo i szczęśliwie” na potrzeby filmu animowanego Zaczarowana. W lutym razem z Łukaszem Zagrobelnym nagrała piosenkę „Nie kłam, że kochasz mnie” do filmu Nie kłam, kochanie. Piosenka okazała się dużym przebojem; w czerwcu odebrali za nią Superjedynkę w kategorii Przebój roku, a w lipcu zajęli trzecie miejsce na Festiwalu Piosenki Krajów Nadbałtyckich w Karlshamn, zdobywając również nagrodę publiczności. Wystąpili w duecie także podczas Sopot Hit Festiwalu, gdzie zostali nominowani w kategorii Polski Hit Lata. W grudniu wystąpili wspólnie podczas Sylwestra w Warszawie, a na początku lutego 2009 na gali Telekamery, gdzie otrzymali nominację w kategorii Muzyka. W tym samym miesiącu Ewelina Flinta wystąpiła solowo z piosenką „Wielka woda” Maryli Rodowicz na Gali Wolontariatu. W maju wystąpiła na Festiwalu w Opolu, gdzie w ramach koncertu Superduety zaśpiewała piosenkę „Mówię ci, że” z zespołem Tilt. W sierpniu wystąpiła podczas XV Przystanku Woodstock, śpiewając m.in. „Cry Baby” Janis Joplin. Pod koniec sierpnia wystąpiła na koncercie Fundacji Polsat Podziel się Posiłkiem w Białymstoku. W grudniu wzięła udział w koncercie Eureko - Akademia Przyszłości, na którym zaśpiewała utwór Perfectu „Idź precz” wspólnie z Grzegorzem Markowskim.
W maju 2010 ukazała się płyta Macieja Maleńczuka i Pawła Kukiza pt. Starsi panowie, na której znalazły się dwa utwory („Utwierdź mnie” i „Zmierzch”) wykonane przez Flintę. W czerwcu wykonała premierowo utwór „Gdy mówią wolność” podczas koncertu Zło dobrem zwyciężył organizowanego z okazji beatyfikacji ks. Jerzego Popiełuszki. W sierpniu ponownie wystąpiła na Przystanku Woodstock.
W latach 2010–2015 koncertowała wraz z Adamem Palmą i Mariuszem Mielczarkiem w ramach projektu muzycznego Flinta&Palma&Fazi będącego mieszanką rocka, popu i jazzu. W maju 2018 ogłosiła udział w międzynarodowym projekcie społeczno-muzycznym Sounds Like Women stworzonym przez Luizę Staniec, mającym zwrócić uwagę na brak równości w pracy i płacach dla kobiet, przemoc domową, molestowanie seksualne, nierówne traktowanie ze względu na kolor skóry czy pochodzenie. W sierpniu 2018 nagrała utwór „Tell Me Why” zainspirowany historiami trzech kobiet, które doznały przemocy domowej, do którego zrealizowano teledysk mający premierę 4 marca 2019. Piosenka wraz z czterema innymi utworami została umieszczona na minialbumie pt. Without Violence & of All Colours. W listopadzie 2019 roku zagrała kilka koncertów w ramach projektu Sounds Like Women. W lutym 2020 roku w ramach projektu wydano utwór Renaty Przemyk pt. „Kochana”, w którym poza Flintą wystąpiły międzynarodowe artystki. Do utworu został zrealizowany teledysk.
W marcu 2022 roku Flinta poinformowała o rozpoczęciu współpracy z agencją Echo Production. 22 lipca ukazał się  singel „Zakochana” z gościnnym udziałem Natalii Grosiak. 1 października wokalistka opublikowała singel „Frutti di Mare”. 25 listopada wydała kolejny singel „Panno Chłód”, będący częścią kampanii społecznej #MozeszMiPowiedziec wspierającą ofiary przemocy seksualnej. W czerwcu 2023 ukazał się jej singiel zatytułowany „Sama na planecie”. W tym samym miesiącu ukazał się singel Roberta Cichego zatytułowany „Na strychu”, w którym gościnnie wystąpiła Flinta. Jesienią 2023 roku zajęła czwarte miejsce w finale 19. edycji programu Twoja twarz brzmi znajomo. W lutym 2024 ukazał się singiel zespołu Voice Band zatytułowany „Fernando” z gościnnym udziałem piosenkarki. 22 maja 2024 premierę miał trzeci album studyjny piosenkarki zatytułowany Mariposa.

## Działalność pozamuzyczna
Wystąpiła w jednym odcinku serialu Teraz albo nigdy! (2009).
Zagrała Kopciuszka w finale kampanii społecznej „Cała Polska czyta dzieciom” organizowanym w 2007 na scenie Teatru Narodowego.
Wielokrotnie brała udział w koncertach I Ty możesz zostać św. Mikołajem i Podziel się Posiłkiem. Jest zaangażowana w pomoc Fundacji „Mam Marzenie” oraz Fundacji Anny Dymnej „Mimo wszystko”.
9 marca 2009 w krakowskim Teatrze im. Juliusza Słowackiego odebrała medal św. Brata Alberta za pomoc charytatywną na rzecz osób z niepełnosprawnościami.
Wspiera akcje związane z ekologią. Uczestniczy w wernisażach corocznego konkursu fotograficznego Ekologia w obiektywie. W lipcu 2008 nagrała piosenkę „Bądź światoczuły” dla „Klubu Światoczułych”, którego jest ambasadorką. Piosenka była częścią kampanii Bądź światoczuły. Ponadto wspiera Fundację Nasza Ziemia. Za działalność ekologiczną została uhonorowana w styczniu 2010 tytułem Gwiazda Dobroczynności w kategorii Twarz Kampanii Społecznej w konkursie Newsweeka i Akademii Rozwoju Filantropii.

## Dyskografia
- Przeznaczenie (2003)
- Nie znasz mnie (2005)
- Mariposa (2024)

## Muzycy
Obecny skład zespołu Eweliny Flinty
- Krzysztof Kawałko – gitara
- Romuald Kunikowski – instrumenty klawiszowe
- Radosław Zagajewski – gitara basowa
- Paweł Markiewicz – perkusja

## Nagrody, nominacje i wyróżnienia
| Rok  | Gala                                    | Kategoria                                                      | Wynik       |
| ---- | --------------------------------------- | -------------------------------------------------------------- | ----------- |
| 2003 | Róże Gali                               | Najpiękniejszy debiut                                          | Wygrana     |
| 2003 | Fryderyki                               | Nowa twarz fonografii                                          | Nominacja   |
| 2003 | Bravoora                                | Wokalistka roku                                                | Wygrana     |
| 2004 | Dragony 2003                            | Przebój roku („Żałuję”)                                        | Nominacja   |
| 2004 | Dragony 2003                            | Najlepsza polska wokalistka                                    | Wygrana     |
| 2004 | Dragony 2003                            | Polska płyta roku (Przeznaczenie)                              | Nominacja   |
| 2004 | Eska Music Awards                       | Artystka roku                                                  | Wygrana     |
| 2004 | Eska Music Awards                       | Hit roku („Żałuję”)                                            | Nominacja   |
| 2004 | Eska Music Awards                       | Album roku (Przeznaczenie)                                     | Nominacja   |
| 2004 | Mikrofony Popcornu                      | Wokalistka roku                                                | Wygrana     |
| 2004 | Mikrofony Popcornu                      | Przebój roku („Żałuję”)                                        | II miejsce  |
| 2004 | Superjedynki                            | Wokalistka roku                                                | Wygrana     |
| 2004 | KFPP                                    | Premiery („Tylko słowa”)                                       | Nominacja   |
| 2004 | TOPtrendy                               | TOP                                                            | IX miejsce  |
| 2004 | Festiwal Piosenki Krajów Nadbałtyckich  | Najlepsza piosenka („Żałuję”)                                  | IV miejsce  |
| 2005 | Superjedynki                            | Wokalistka roku                                                | Wygrana     |
| 2005 | Sopot Festival                          | Bursztynowy Słowik („Nieskończona historia”)                   | II miejsce  |
| 2005 | Sopot Festival                          | Słowik Publiczności                                            | IV miejsce  |
| 2006 | KFPP                                    | Premiery („Bliżej”)                                            | Nominacja   |
| 2008 | Superjedynki                            | Wokalistka roku                                                | Nominacja   |
| 2008 | Superjedynki                            | Przebój roku („Nie kłam, że kochasz mnie”)                     | Wygrana     |
| 2008 | Festiwal Piosenki Krajów Nadbałtyckich  | Najlepsza piosenka („Nie kłam, że kochasz mnie”)               | III miejsce |
| 2008 | Festiwal Piosenki Krajów Nadbałtyckich  | Nagroda Publiczności                                           | Wygrana     |
| 2008 | Sopot Hit Festiwal                      | Polski hit lata („Nie kłam, że kochasz mnie”)                  | II miejsce  |
| 2008 | VIVA Comet 2008                         | Dzwonek roku („Nie kłam, że kochasz mnie”)                     | Wygrana     |
| 2008 | Gwiazdy Party                           | Przebój roku („Nie kłam, że kochasz mnie”)                     | Nominacja   |
| 2008 | Festiwal Polskich Wideoklipów Yach Film | Najlepszy teledysk do muzyki pop („Nie kłam, że kochasz mnie”) | Wygrana     |
| 2008 | Złote Dzioby Radia WAWA                 | Przebój roku („Nie kłam, że kochasz mnie”)                     | Nominacja   |
| 2008 | Złote Dzioby Radia WAWA                 | Wokalistka roku                                                | Nominacja   |
| 2009 | Telekamery                              | Muzyka                                                         | II miejsce  |